# 会师歌
《会师歌》，又名《三大主力红军会师歌》、《三大主力会师歌》，歌曲源自由陆定一创作于宝兴的《红军两大主力会合歌》。
该歌曲在1964年的大型音乐舞蹈史诗《东方红》为“男声齐唱、合唱”，位于第三场《万水千山》。